# Сан-Грегоріо-Маньо-аль-Челіо
Сан-Грегоріо-Маньо-аль-Челіо (італ. San Gregorio Magno al Celio) — титулярна церква на пагорбі Целій навпроти Палатину поряд з Circus Maximus у Римі.

## Історія

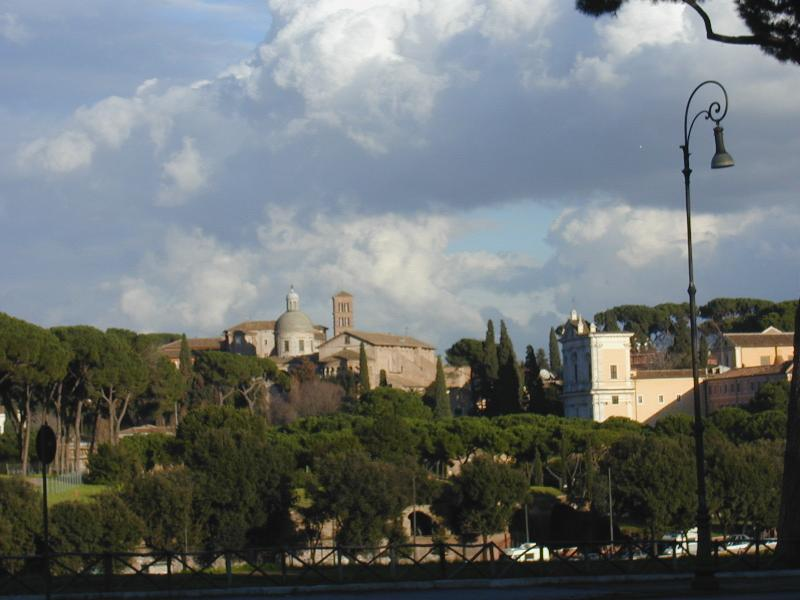
Вид на Целій з Базилікою Санті Джованні е Паоло та комплексом церкви Сан Грегоріо Маньо (з правого боку) та Circus Maximus

Перша церква і монастир були побудовані у 575 р. на місці проживання папи Григорія Великого, з волі якого на місці його будинку був побудований монастир і капела Св. Андрія. Середньовічна споруда (бл. 1100 р.) була присвячена на той момент вже канонізованому засновнику церкви. Сучасний фасад храму збудований у 1629—1633 р. за ескізами Джованні-Батіста Соріано. Перебудова інтер'єру в стилі пізнього бароко проходила у 1725−1734 рр. при Франческо Феррарі.

## Інтер'єр церкви
У церкві збереглася мозаїчна підлога в стилі косматеско і 16 античних колон, які поділяють храм на три нави).
Центральний вівтар прикрашений зображенням Св. Андрія та Григорія І роботи Антоніо Балестра (1734 року). У глибині південної нави знаходиться капела Св. Григорія — в її вівтарі зберігся барельєф із зображенням епізодів з його життя (роботи Луїджі Капоне, кінця XV століття). У сусідній капелі стоїть мармуровий єпископський трон Григорія Великого. У північній наві знаходиться капела Сальвіатті роботи Франческо Вольтерра і Карло Мадерно (1600 рік). На мармуровому вівтарі роботи Андреа Брено 1469 року зображена очолювана Папою Григорієм процесія, під час якої йому з'явився ангел. В одній із ніш, на стародавній фресці зображено образ Богоматері, яка за переказами, розмовляла зі св. Григорієм.

## Капели
Перша капела присвячена святій Сільвії, матері Папи Григорія Великого. Тут є картина «Ангельський хор» Гвідо Рені (1608 р.) і «Давид і Ісайя» Sisto Badalocchio, а також статуя св. Сільвії.
Центральна капела церкви носить ім'я св. Андрія . У ній заслуговують уваги фреска Доменікіно зі сценою бичування святого і «Хід св. Андрія на страту» (1608 р.), «Святі Петро і Павло» роботи Гвідо Рені, «Діва Марія і св. Андрій і Григорій» Кристофоро Ронкаллі.
У капелі Св. Варвари  розташований стіл, зібраний з античних фрагментів, за яким Св. Григорій годував 12 бідняків.

## Титулярна церква
Церква Святого Григорія Великого на Целії є  титулярною церквою, кардиналом-священиком з титулом церкви Григорія Великого на Целії з 21 лютого 2001 року, є бразильський кардинал Жеральд Мажелла Ан'єло.